# Літтл-Фоллс (Нью-Джерсі)
Літтл-Фоллс (англ. Little Falls) — селище (англ. village) в США, в окрузі Пассаїк штату Нью-Джерсі. Населення — 13 360 осіб (2020).

## Демографія
Згідно з переписом 2010 року, у селищі мешкали 14 432 особи в 4740 домогосподарствах у складі 2827 родин. Було 4925 помешкань
Расовий склад населення:
| - 86,7 % — білих - 4,6 % — азіатів - 4,1 % — чорних або афроамериканців - 0,2 % — корінних американців - 2,4 % — осіб інших рас |

До двох чи більше рас належало 2,1 %. Частка іспаномовних становила 9,9 % від усіх жителів.
За віковим діапазоном населення розподілялося таким чином: 13,7 % — особи молодші 18 років, 73,3 % — особи у віці 18—64 років, 13,0 % — особи у віці 65 років та старші. Медіана віку мешканця становила 32,1 року. На 100 осіб жіночої статі у селищі припадало 81,9 чоловіків;  на 100 жінок у віці від 18 років та старших — 78,2 чоловіків також старших 18 років.
Середній дохід на одне домашнє господарство  становив 94 652 долари США (медіана — 73 256), а середній дохід на одну сім'ю — 108 589 доларів (медіана — 89 940). Медіана доходів становила 57 417 доларів для чоловіків та 55 413 долари для жінок. За межею бідності перебувало 6,4 % осіб, у тому числі 9,1 % дітей у віці до 18 років та 5,9 % осіб у віці 65 років та старших.
Цивільне працевлаштоване населення становило 7126 осіб. Основні галузі зайнятості: освіта, охорона здоров'я та соціальна допомога — 25,0 %, роздрібна торгівля — 12,1 %, мистецтво, розваги та відпочинок — 12,1 %.